# Comté de Shelby (Kentucky)
Pour les articles homonymes, voir Comté de Shelby.
Le comté de Shelby est un comté de l'État du Kentucky, aux États-Unis. Son siège est situé à Shelbyville.

## Histoire
Fondé en 1792, le comté a été nommé d'après Isaac Shelby.